# Banda de Gaitas Teixo Manolo Quirós
La Banda de Gaitas Teixo - Manolo Quirós  es una agrupación musical española. Surge dentro de la Asociación Cultural y Folklórica Teixo en 1996. Su fundador, Manolo Quirós, fue su director y docente hasta el año 2001. La denominación de Teixo la adopta del árbol milenario situado en el pueblo de Bermiego, y "Manolo Quirós" le sería añadido a partir de fallecimiento del maestro y fundador de la banda de gaitas. Actualmente, los profesores de la banda de gaitas son Alberto Varillas y Gustavo Eguren.
Está formada por quince músicos, distribuidos entre gaitas en tonalidad de Do y percusiones.
Ofrece dos tipos de actuaciones: una como banda de gaitas tradicional, apropiada para participaciones en muestras folclóricas, pasacalles, desfiles, etc, así como otro formato para actuaciones de escenario, donde se acompaña de otros instrumentos, como teclados, saxofones, acordeones diatónicos, acordeones midi, gaitas midi, wistles, etc. todos ellos interpretados por los propios músicos de la banda.
Uno de sus principales objetivos y logros ha sido la recuperación de varias fiestas del concejo de Quirós, en las que se ameniza la procesión del santo o santa titular . En la actualidad participan en todas las festividades del concejo, entre ellas algunas tan destacadas como la Fiesta del Cordero en el Prau Llagüezos (declarada de interés turístico nacional), San Melchor en Cortes (celebración dedicada al único santo asturiano) o las festividades de San José y San Miguel de Bárzana.
En el año 2014 la Asociación de Telespectadores y Radioyentes del Principado entregaba a la Banda de Gaitas Teixo-Manolo Quirós el premio al mejor vídeo del año por su obra  "Molinos de Corroriu", recreación artística que conjugaba la música con la mitología asturiana.
Con motivo de su XX aniversario la agrupación editó su primer disco, que lleva por título "Suaños al Alba". En el año 2017 la canción de la Banda de Gaitas Teixo Manolo Quirós “Suaños al Alba” logró el premio AMAS a la mejor canción folk. El tema, integrado dentro del disco homónimo y compuesto por Gustavo Eguren, contaba con Anabel Santiago a la voz solista, arreglos de Berto Varillas, y con los alumnos del Colegio Virgen de Alba y de la Escuela de Música Tradicional Manolo Quirós a los coros, junto al coro de adultos del concejo de Quirós.  Los responsables de la banda quirosana, en las primeras valoraciones públicas del galardón, señalaron que el premio se lo había llevado toda la comunidad, ya que se trataba de una creación “hecha bajo la unión de vecinos y amigos”.
Organiza también encuentros de Bandas de Gaitas. En abril de 2017 con motivo del II Alcuentru de Bandes de Gaites participaron la Agrupación Folclórica “El Gumial” de Aller, la Banda de Gaitas “Villaviciosa – El Gaitero” de Villaviciosa y “Conceyu de Siero”.

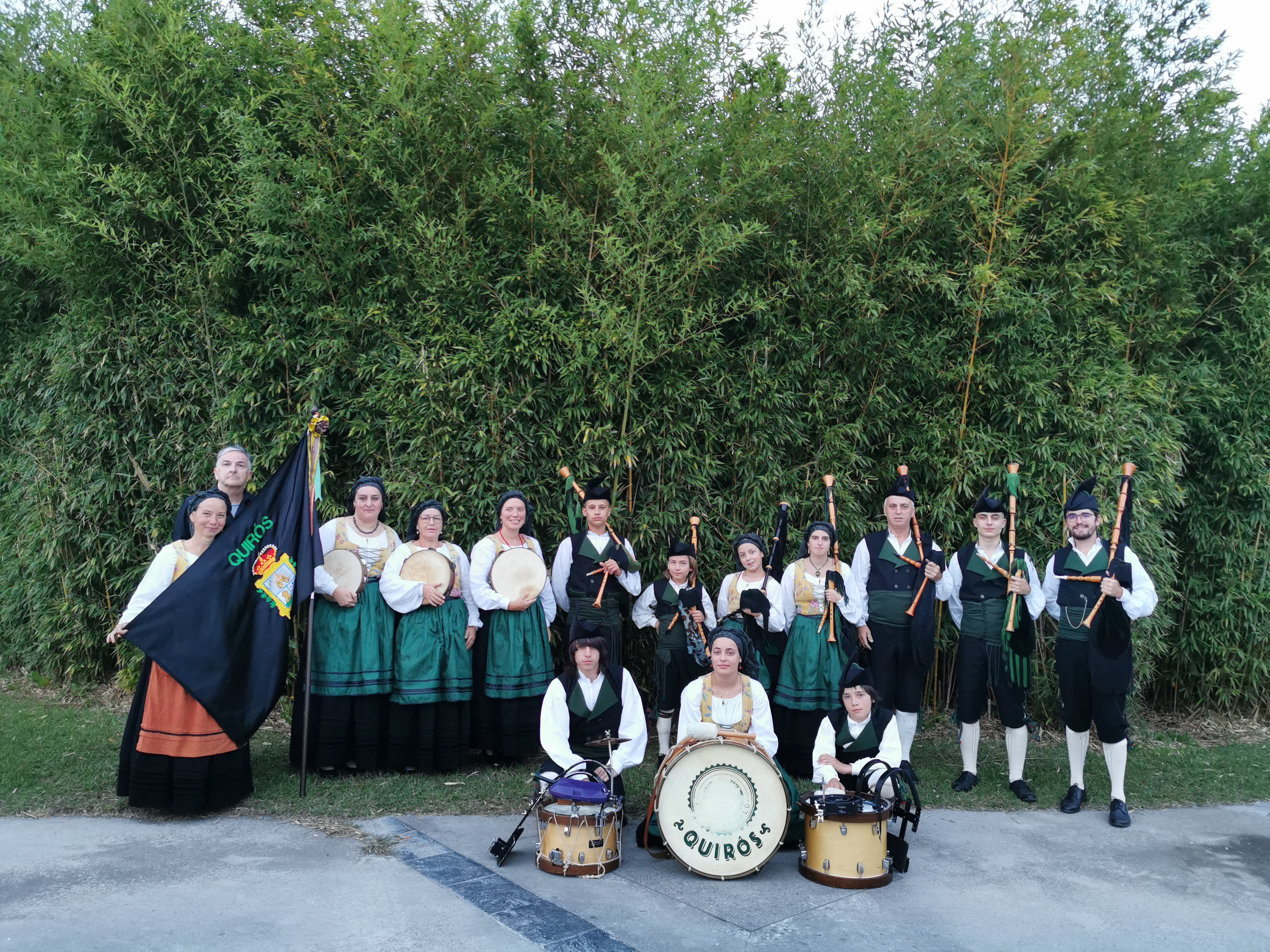
Foto tomada en el 'Xixón Folk’, el Festival organizado por la banda de Gaitas ‘Saxum’ que llevó el folklore asturiano al parque fluvial de Viesques en 2024.

## Escuela de Música Tradicional Teixo - Manolo Quirós
Pocos años después de la fundación de la banda de gaitas, se funda la Escuela de Música Tradicional Teixo-Manolo Quirós. Entre las materias impartidas por la escuela se encuentran gaita, percusión, acordeón diatónica, lenguaje musical, baile y canto. Entre los objetivos de la escuela se encuentran:
- Favorecer el desarrollo personal y la convivencia a través de la música y el folclore.
- Conocer las manifestaciones culturales de la comunidad quirosana en concreto y asturiana en general.

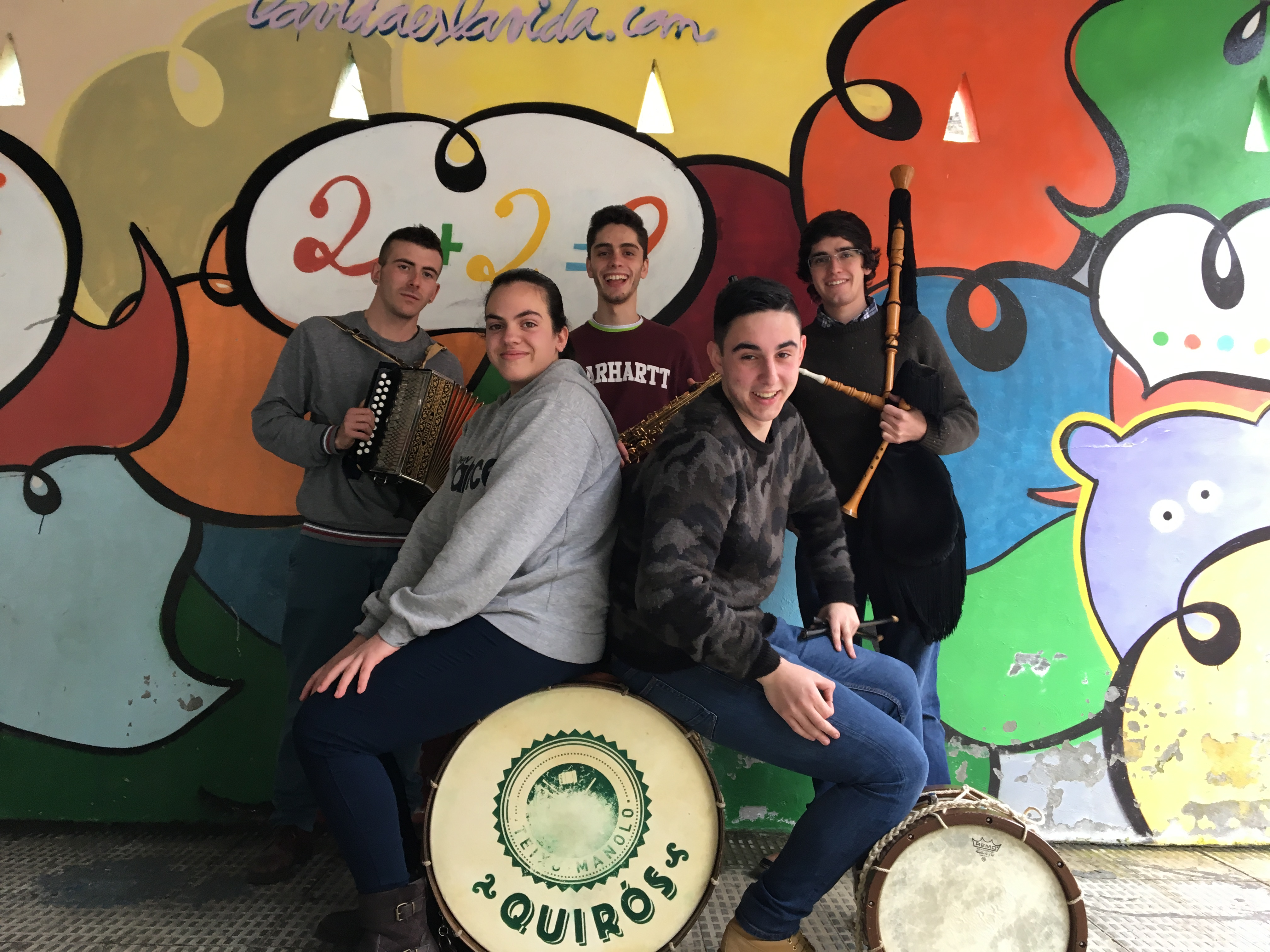
Orquestina Los Llamargones

- Orquestina Los LlamargonesConocer las propiedades de distintos instrumentos musicales tradicionales (gaita, tambor, panderos, castañuelas, panderetas…) y aprender a utilizarlos con fines expresivos e interpretativos.
- Utilizar la canción y el baile tradicionales como instrumento de representación musical.
- Adquirir nociones básicas de lenguaje musical.
- Participar y disfrutar de espectáculos musicales y muestras folclóricas.
- Investigar y recuperar tradiciones etnográficas y folclóricas de Quirós.
- Investigar, recopilar y documentar cantares de tradición oral del concejo.

## Formaciones

### Banda de gaitas

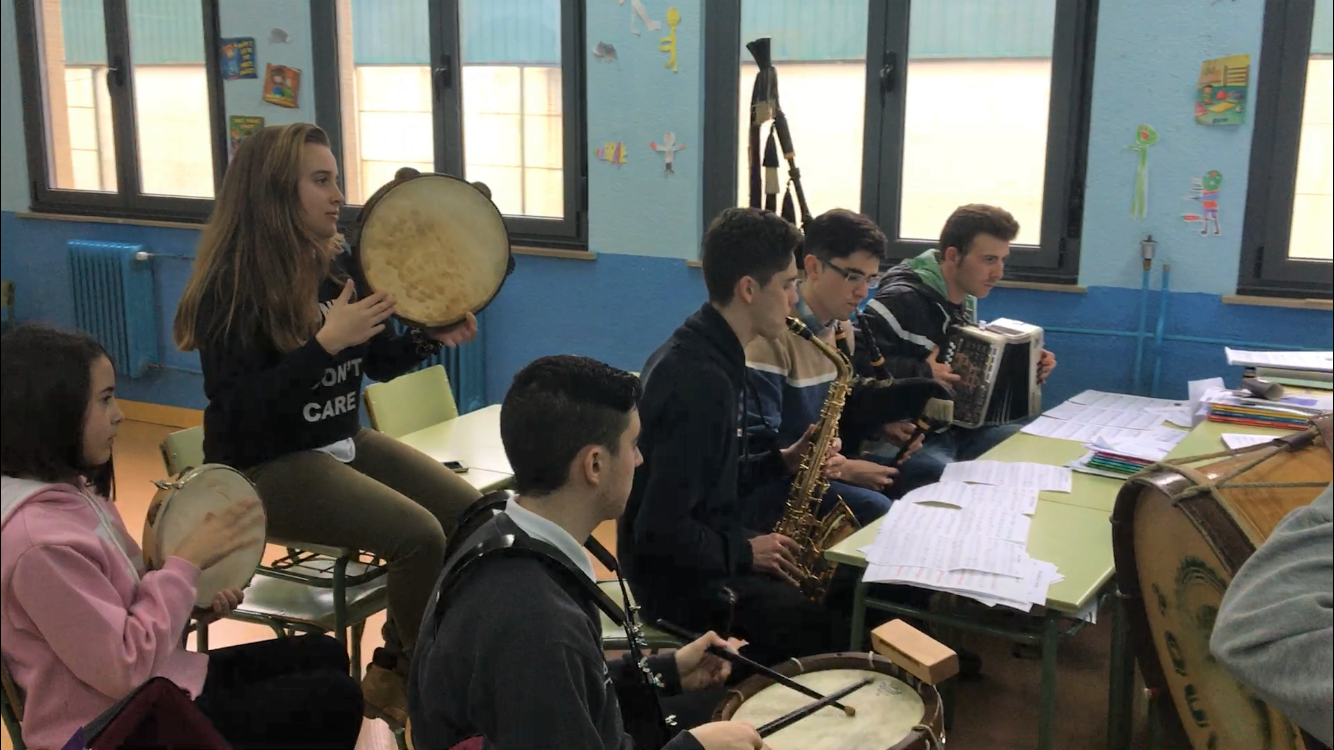
Escuela de Música Tradicional Banda de Gaitas Teixo-Manolo Quirós

La banda está formada por diez gaitas, tres tambores, un timbal, un bombo y un acordeón diatónico.

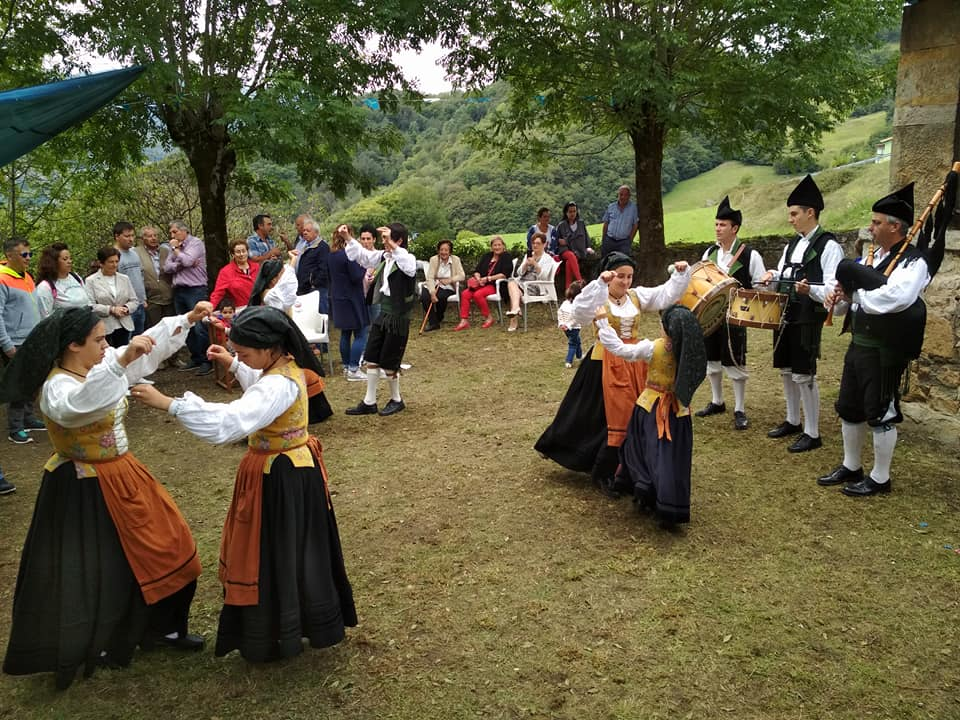
Baile Banda Gaitas Teixo-Manolo Quirós

### Baile
El cuerpo de baile está formado por tres parejas de baile de adultos tres parejas infantiles. El repertorio está basado en bailes tradicionales asturianos como varias jotas, muñeiras y el saltón.

### Orquestina tradicional
La orquestina tradicional se forma en el año 2011 con componentes de la banda de gaitas. Toma el nombre de “Los Llamargones”, antigua mina de hierro del concejo. Está formada por una gaita, un acordeón diatónico, un saxofón alto, un bombo y un tambor tradicional. 

### Formación multiinstrumental
En las actuaciones de escenario, la formación de la banda tradicional se convierte en una formación multiinstrumentista, pudiendo llegar a estar compuesta por las gaitas, gaita midi, cajas de media tensión, timbal, bombo, set de percusión formado por bongós, cencerro y pandereta, teclados midi, teclado midi de bandolera, acordeones diatónicos y acordeón diatónico midi y pedalera midi de bajos. 

## Principales actuaciones
- Actuaciones con el grupo folk rock “Celtas Cortos” (2012 y 2013). El grupo rock "Celtas Cortos" llegó a dar un concierto gratuito en la localidad de Bárzana.[12] La visita del grupo vallisoletano fue la recompensa a la creatividad de la banda quirosana, que editó un vídeo promocional 'La senda del tiempo', que resultó elegido entre más de 200 participantes.[13]

- Actuaciones en sendos viajes a Cuba (1998 y 1999)
- Actuación en el Centro Asturiano de Benidorm (1997)
- Actuación en el Teatro Municipal de Scäer, Bretaña, Francia (2010)
- Actuación en Querrien, Bretaña, Francia (2010)
- Actuación en Tres Cantos, Madrid (2011)
- Actuación en Palma de Mallorca (2011)
- Homenaje a Manolo Quirós en Bueida, Quirós (2001)
- Homenaje a Manolo Quirós, Teatro Filarmónica de Oviedo (2012)